# Sidi Yacoub (Algeria)
Sidi Yacoub è un comune dell'Algeria, situato nella provincia di Sidi Bel Abbes.